# يزد (محافظة)
محافظة يزد هي إحدى محافظات إيران الأحدی والثلاثين. تقع في وسط البلاد وعاصمتها مدينة يزد.
تبلغ مساحة المحافظة 76469 كيلومترًا مربعًا، ووفقًا لأحدث التقسيمات في البلاد، يتم تقسيمها إلى عشر مقاطعات: مقاطعة أبركوه، مقاطعة أردكان، مقاطعة بافق، مقاطعة بهاباد، مقاطعة خاتم، مقاطعة مهريز، مقاطعة ميبُد، مقاطعة أشكذر، مقاطعة تَفت، ومقاطعة يزد.
وفقًا لإحصاء عام 2016، بلغ عدد سكان محافظة يزد حوالي 1.138.533 نسمة. مدينة يزد هي العاصمة الاقتصادية والإدارية للمحافظة وبالتالي الأكثر كثافة سكانية.

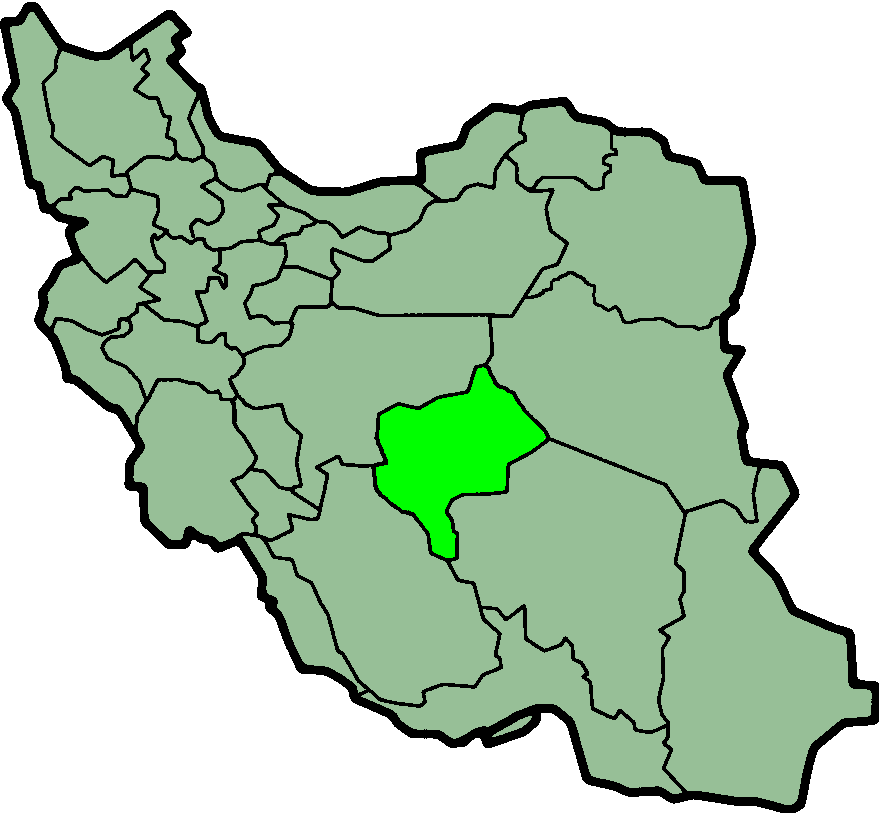

## الاسم
كلمة «يزد» تعني طاهرة ومقدسة ومدينة يزد تعني مدينة الطاهرة والأرض المقدسة.

## الجغرافيا
تقع محافظة يزد، التي تبلغ مساحتها 129285 كيلومترًا مربعًا (49917 ميلًا مربعًا)، في مرج يربط بين صحراء كوير وصحراء لوط. يطلق على المدينة نفسها أحيانًا اسم «عروس كوير» بسبب موقعها، في واد بين شير كوه، أعلى جبل في المنطقة بارتفاع 4075 مترًا (13369 قدمًا) فوق مستوى سطح البحر. تقع المدينة على ارتفاع 1,203 م (3947 قدمًا) فوق مستوى سطح البحر، وتغطي 16000 كم 2 (6200 ميل مربع).
وفقًا لقواعد التقسيم الإداري، تنقسم محافظة يزد إلى 9 مقاطعات، تضم كل منها بلدة واحدة على الأقل وعددًا من المناطق والأحياء الريفية والقرى.
| آبادکوه                    | 5,941  | 75,205  | 2 | 4  |
| اردکان                     | 6,717  | 70,000  | 2 | 5  |
| ميبد                       | 6,941  | 72,000  | 3 | 6  |
| بافق                       | 15,298 | 41,000  | 2 | 6  |
| خاتم                       | 7,931  | 32,000  | 2 | 4  |
| مهريز                      | 6,717  | 74,000  | 1 | 5  |
| اشكزر                      | 5,486  | 26,300  | 2 | 3  |
| تفت                        | 5,948  | 56,000  | 2 | 10 |
| يزد                        | 2,397  | 526,276 | 4 | 4  |
| بهداد                      | 8,235  | 27,800  | 1 | 3  |
| المصدر: كتاب الجغرافيا يزد |        |         |   |    |

## جبال يزد
- الجبال الجنوبية والجنوبية الغربية

هذه المجموعة أوسع من التلال الأخرى وتشمل شير كوه
- الجبال الشرقية

تقع في شرق محافظة يزد وأعلى قممها هي بون لوخت

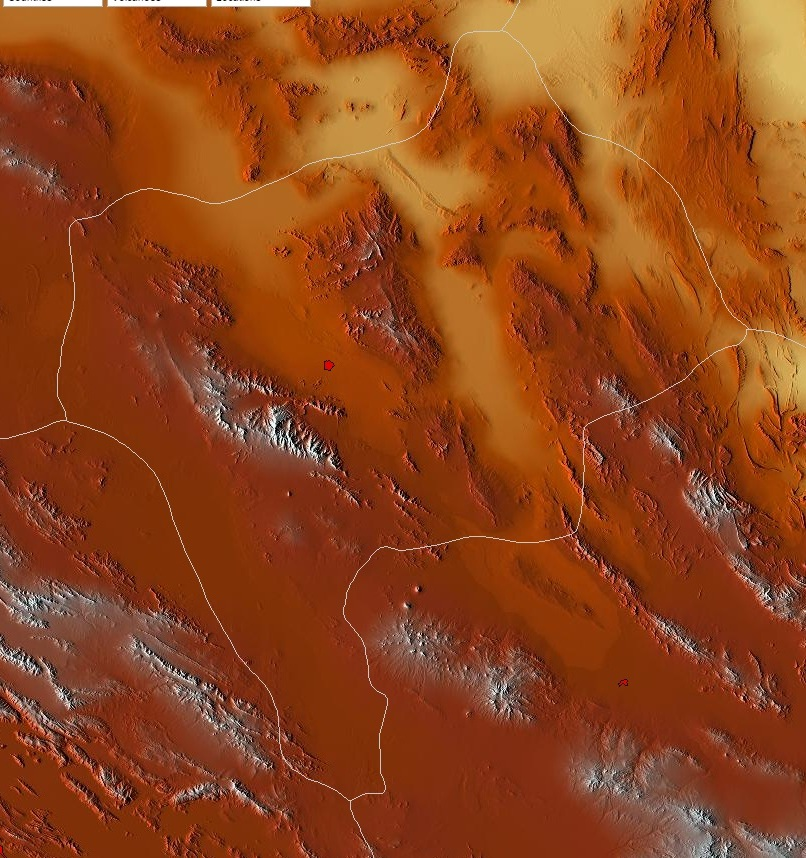
مرتفعات محافظة يزد

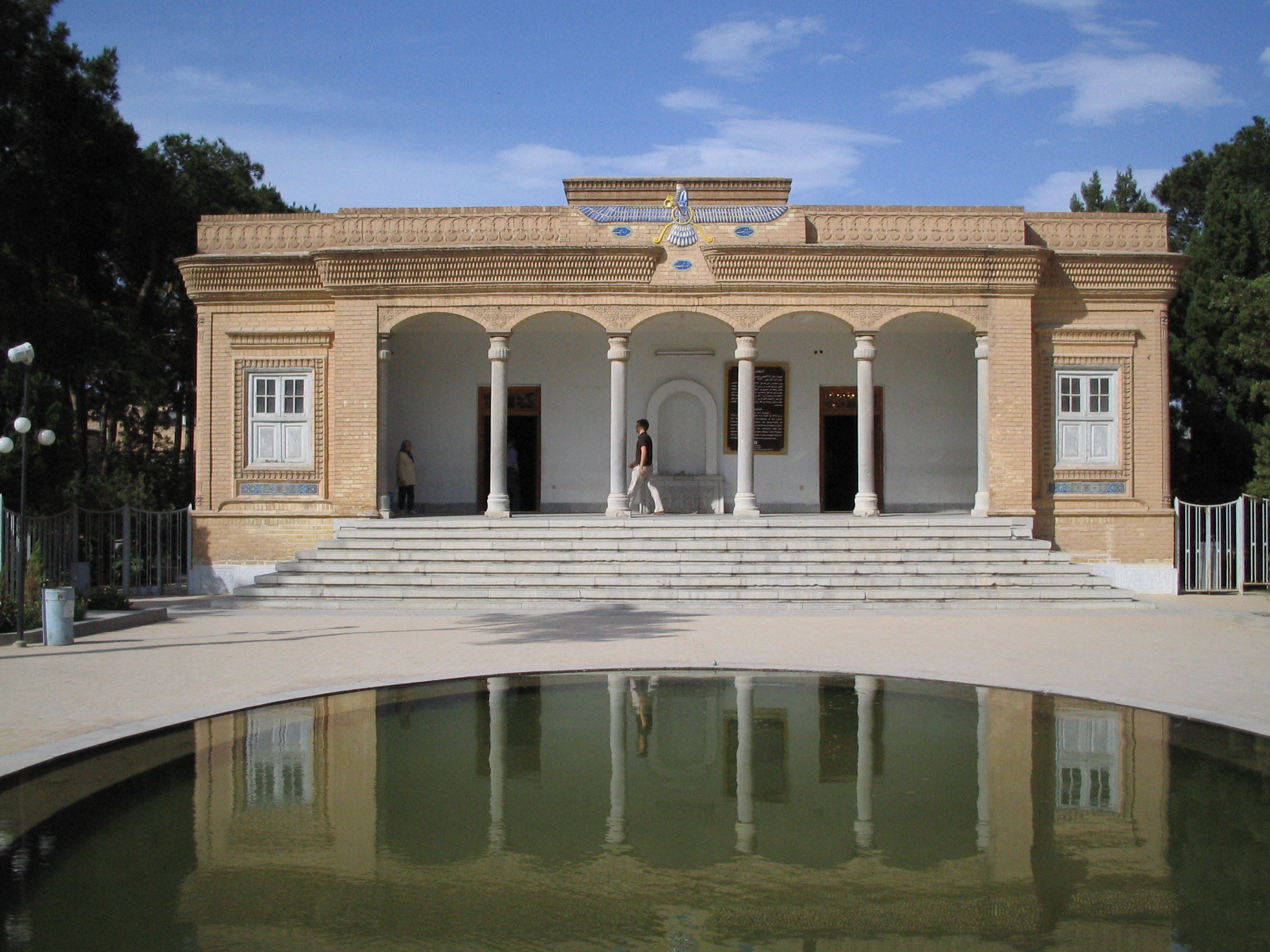
المعبد الزرادشتي في يزد

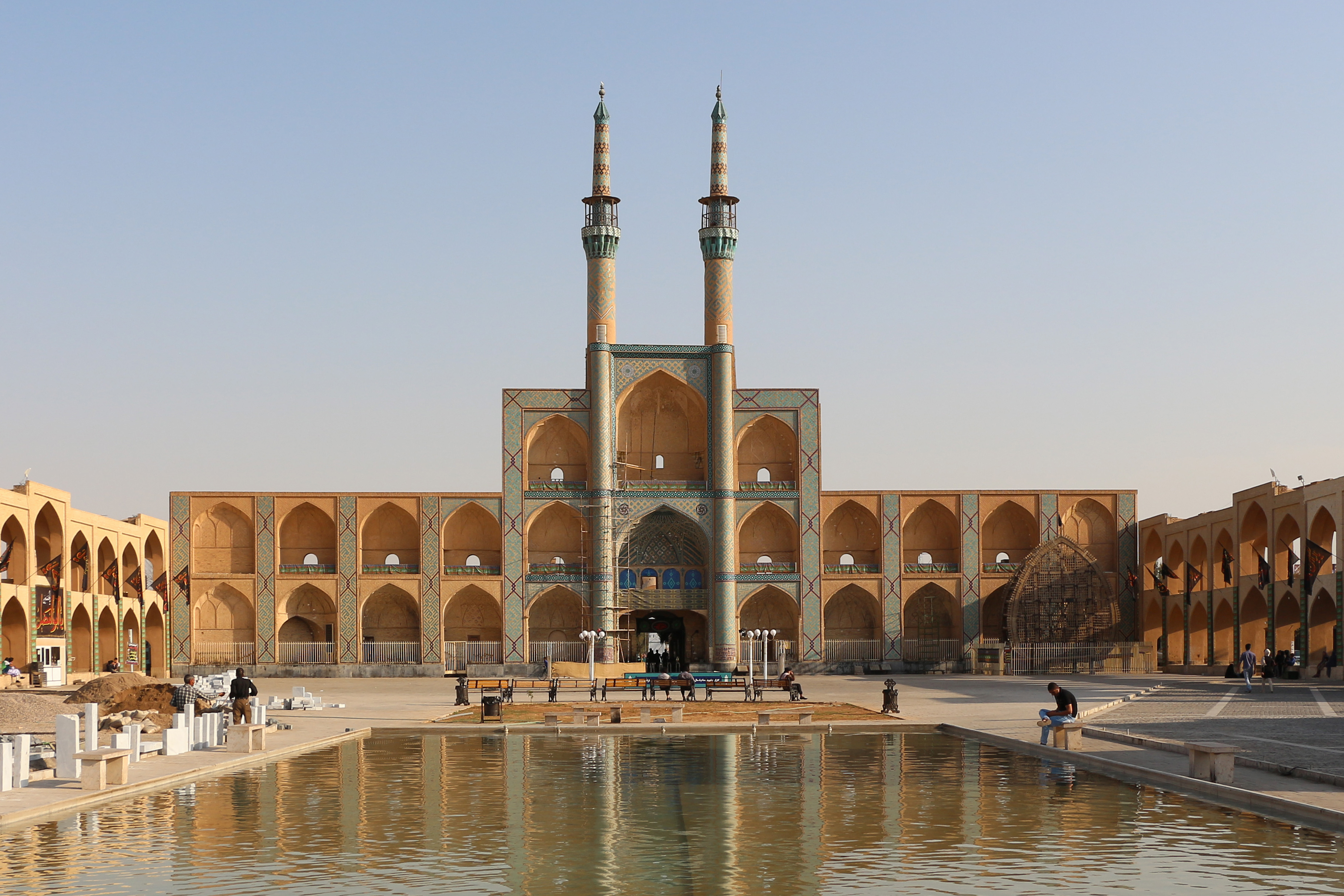
ميدان أمير جقماق

بانوراما يزد من مجمع أمير شخماق